# Загуби на Беларус по време на Втората световна война
Загубите на Беларус по време на Втората световна война са човешки, материални и културни.
Според изчисления на германски изследователи в Беларус са живели 10,6 милиона души (към юни 1941 г.). От тях 7,88 милиона (74,3%) белоруси, 935 хиляди (8,8%) евреи, 925 хиляди (8,7%) поляци, 590 хиляди (5,6%) руснаци, 162,5 хиляди (1,5%) украинци, 90 хиляди (0,9%) литовци , 6,5 хиляди (0,06%) германци.
Трите години окупация на Беларус (1941 – 1944), двойното преминаване на германско-съветския фронт, въоръжените сблъсъци на партизански групи имат ужасни последици: загиват 2 милиона души - от тях от 250 хиляди до 1 милион евреи, около 3 милиона души. бездомни. Въпреки това е много трудно да се определи броят на човешките жертви в Беларус по време на германската окупация. В съветските времена се смяташе, че всеки четвърти белорус е починал. Петдесет години след Втората световна война е официално изчислено, че броят на загиналите е 2 200 000. За първи път става известно през 1944 г. в резултат на обобщаване на данните на „Комисията за спешни случаи за разследване на престъпленията на нацистките окупатори“.
| №  | Области              | Убити цивилни | Убити военнопленници | На принудителен труд в Германия |
| -- | -------------------- | ------------- | -------------------- | ------------------------------- |
| 1  | Бабруйска област     | 82 194        | 54 013               | 15 275                          |
| 2  | Баранавицка област   | 181 179       | 88 407               | 33 773                          |
| 3  | Брестка област       | 159 526       | 38 858               | 30 008                          |
| 4  | Витебска област      | 151 421       | 92 891               | 68 434                          |
| 5  | Гомелска област      | 53 630        | 114 476              | 16 745                          |
| 6  | Гродзенска област    | 111 208       | 41 330               | 53 965                          |
| 7  | Могильовска област   | 71 602        | 59 134               | 21 436                          |
| 8  | Маладзечанска област | 42 373        | 34 652               | 8 828                           |
| 9  | Минска област        | 317 515       | 101 590              | 29 815                          |
| 10 | Палеска област       | 37 981        | 3 120                | 23 047                          |
| 11 | Пинска област        | 95 385        | 24 613               | 30 861                          |
| 12 | Полацка област       | 105 211       | 157 007              | 52 599                          |
|    | Общо                 | 1 409 225     | 810 091              | 384 786                         |

Ако почти няма въпроси относно броя на „цивилните“, тогава има въпроси относно броя на военнопленниците, защото не всички от тях са живели в БССР преди войната.
В края на XX – XXI век. тази цифра е преработена както от беларуски, така и от чуждестранни учени. Така А. Литвин твърди, че Беларус е загубил от 1 милион 950 хиляди до 2 милиона души по време на окупацията. Тази цифра взема предвид белорусите, загинали на територията на Беларус, на фронта и по време на принудителен труд в Германия. Руският историк П. Полян, цитиращ окончателния доклад на „Комисията за извънредни ситуации“, подробно описва загубите на Беларус във всяка от 12-те области, съществували по това време. В този доклад 1,360,034 души са включени в рубриката „убити, измъчвани цивилни“, което е 22,4% от общото население на Беларус по това време .